# Croton trombetensis
Croton trombetensis är en törelväxtart som beskrevs av Secco, P.E.Berry och N.A.Rosa. Croton trombetensis ingår i släktet Croton och familjen törelväxter. Inga underarter finns listade i Catalogue of Life.